# Renate Simonsen

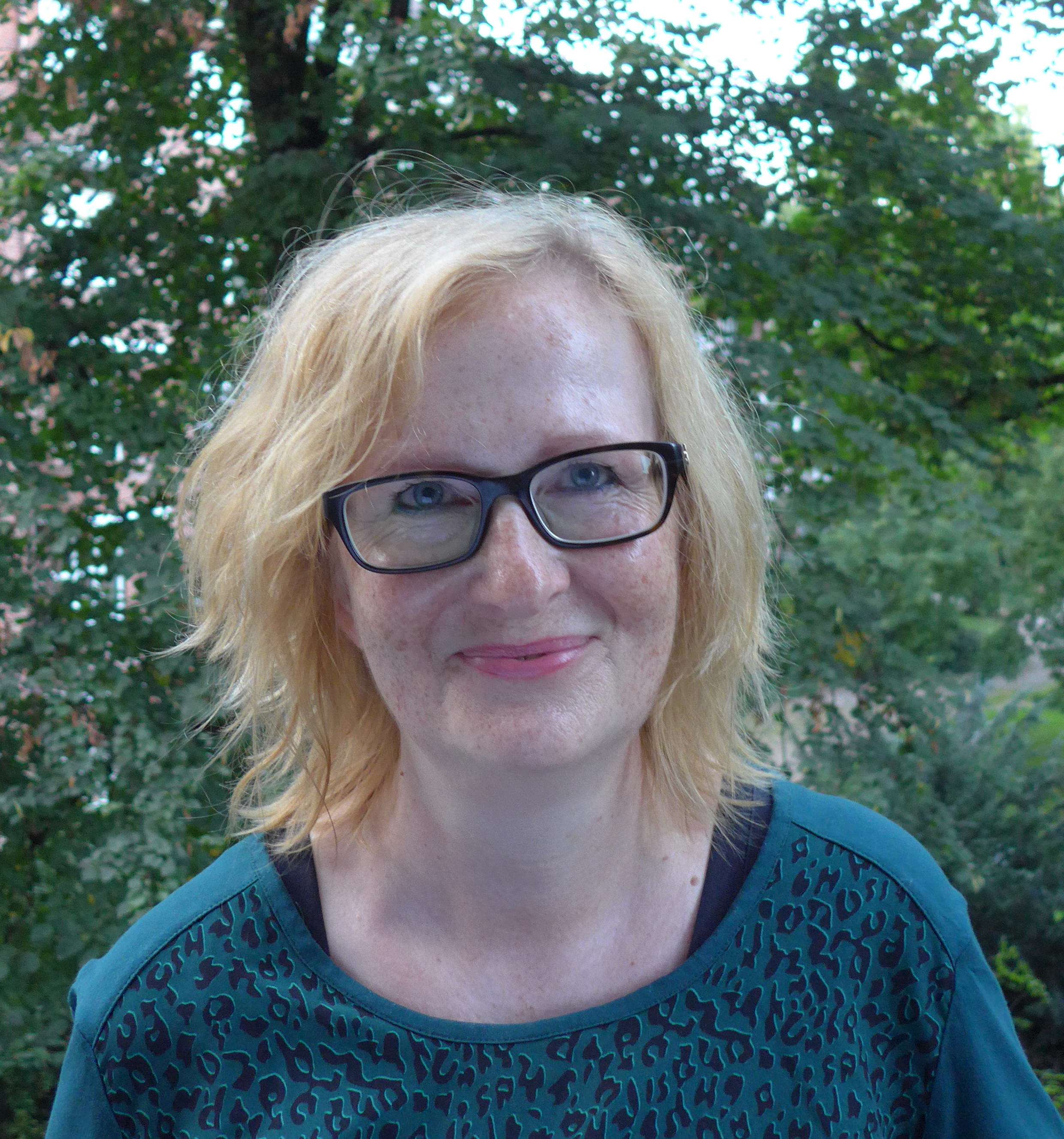
Renate Simonsen, 2016

Renate Simonsen (* 12. Juli 1958 in Hamburg) ist eine deutsche Autorin, die unter den Pseudonymen Mari Ann Simon und Rena Neutze publiziert.
Mit dem Roman Elendsende fand Simonsen nicht nur überregional Beachtung, sondern auch erst zu ihrem ureigenen Sujet und Stil: „Ein historisches Hamburg, das geprägt ist von Arbeiterwohnungen, Armut und Elend. Mittendrin die lebenshungrige Protagonistin, die noch einiges in ihrem Leben zu erdulden hat und allerlei Unrecht über sich ergehen lassen muss. Der Autorin gelingt eine authentische Geschichte, die trotz der melancholischen Grundstimmung von sattem, buntem Leben glänzt. „Elendsende“ – ein facettenreicher, historischer Roman, der uns auf einen Schlag in ein Hamburg der 20er Jahre zurückversetzt.“

## Werke
- Vorortkäfig. Erzählung. In: "Querschnitte", Bd. 2, "nebel streif – zug der literatur. Hrsg. von Wolfgang Bader, Berlin 2013. ISBN 978-3-99038-361-2.
- Schrei(b)k(r)ampf, Erzählung. Berlin 2014. ISBN 978-3-86386-696-9.
- Elendsende, Roman. Hamburg 2015. ISBN 978-3-7323-4505-2.[3]